# ロッド・ベンソン
Rodrique Zsorryon Benson（ロドリック・ゾーリオン・ベンソン、1984年10月10日生まれ）は、アメリカ出身の元プロバスケットボール選手です。現在はアーティストとして活動しています。

## キャリア

### 高校
ベンソンはトーリーパインズ高校に通い、シニアイヤーにはバスケットボールチームを25勝4敗の記録で率い、平均14得点、8.5リバウンド、3.8ブロックを記録しました。彼はファーストチームオールリーグおよびセカンドチームAll-CIFサンディエゴセクションに選ばれました。TheInsiders.comによると、彼は西海岸のセンターで3番目に評価されました。また、彼はバーシティバレーボールを3年間プレーし、2002年にファーストチームリーグの栄誉を受けました。

### 大学
ベンソンはカリフォルニア大学バークレー校を卒業し、政治学を専攻しました。大学２年から３年にかけてバスケットボールの実力が大幅に向上した後、４年目はかかとと膝の怪我により、11試合を欠場することになり、将来のキャリアに大きな影響を与えました。

### プロバスケ
2006年の夏、ベンソンはサクラメント・キングスのサマーリーグチームでプレーしました。多くのNBAのスカウトから注目されましたが、どのチームからも契約のオファーはありませんでした。
カリフォルニアを離れた後、ベンソンは2006年から2007年のNBDLシーズンをオースティン・トロスで始めました。11月25日には8得点のゲームハイを記録しましたが、1試合平均2.4得点という成績で、2007年1月3日にチームから解雇されました。
その後、2007年1月9日にダコタ・ウィザーズと契約しました。ウィザーズとの最初の試合のうちの1つで、17分間で17得点を記録しました。彼は平均10.8得点でシーズンを終えました。2007年3月17日には、アーカンソー・リムロッカーズを126-100で破る試合で個人最高の27得点を記録しました。2007年夏にNBAのニュージャージー・ネッツでトレーニングを受けた後、ベンソンはウィザーズとの2007年から2008年シーズンの再契約を果たし、平均13.6得点とリーグトップの平均12.1リバウンドを記録しました。
2008年8月25日、彼はフランスのプロAリーグの強豪SLUCナンシーと契約しました。彼は2008年12月12日に解雇を申し出、認められました。その後すぐに、彼は元DリーグチームであるNBDLのダコタ・ウィザーズと契約しました。
2009年3月4日、彼はジェシー・スミスとのトレードでレノ・ビッグホーンズに移籍しました。
ベンソンは、2010年にはオーランドプロサマーリーグのユタ・ジャズでプレーし、2010年にはNBAサマーリーグのロサンゼルス・クリッパーズでプレーしました。
2010年から2014年まで、彼は韓国バスケットボールリーグの3つの異なるチームでプレーし、2013年と2014年にはウルサン・モビス・フィーバスで連覇を果たしました。2013年から2014年のシーズン終盤には、チームとの関係が悪化し、彼自身が要求したとされる金銭の増額を巡る告発のため、新シーズンの開始直前に解雇されました。
カリフォルニア州で3か月間の準備をした後、ベンソンは2014年12月に台湾スーパーバスケットボールリーグの台湾銀行のチームに加入しました。
SBLでわずか5試合しかプレーしていないが、平均18得点と11リバウンドを記録した後、ベンソンは2015年初頭にフィリピンバスケットボール協会（PBA）のグローバルポート・バタングピアに加入しました。チームはPBAコミッショナーズカップを制することを期待して彼を選びましたが、ベンソンはチームの6'9"の身長制限を超えていたため、すぐに交代となりました。
2015年6月初旬、ベンソンはドミニカ共和国のナショナルリーグのサンフランシスコ・デ・マコリス・インディオスと契約しました。ハイアタス後の最初の試合で、彼は25分間の出場で8得点、9リバウンド、2アシストを記録しました。

## アート
2018年にバスケットボールを引退した後、ベンソンは絵画などの趣味に取り組むようになりました。
2018年7月、ラスベガスで警察の暴力を経験したことで大きなショックを受けたベンソンは、絵画を使って自分自身にポジティブな展望を提供できることに気付きました。
2018年9月に、彼の初の個展「Neon Black」が開催され、その取り組みに対して批評家から高い評価を受けました。

## メディア
ベンソンは「Too Much Rod Benson」と題された個人ブログを執筆しており、またYahoo! SportsのBall Don't Lieブログに寄稿しています。
彼は2008年4月にSLAM Magazineで発表された自伝的な特集記事を執筆しました。また、ESPN The Magazineにも取り上げられ、2008年4月にはESPNのテレビ番組E:60でビル・シモンズによって特集されました。
一部のNBA幹部からは、ベンソンのブログが実際に否定的に見られており、「赤信号」と呼ばれています。彼らは、彼が自身のゲームを向上させる代わりに執筆や撮影に時間を費やしていると見なしています（ベンソンはこれに異議を唱え、2007-08年のNBDLオールスターの称号を挙げています）。また、彼らは自由奔放なベンソンが「ロッカールームの掟」を破り、コーチやチームメイト、フロントオフィスに率直について書くことを恐れています。しかし、ベンソンは自分自身を「リアルに保つ」必要があると主張しています。「私が人生と呼んでいるばかげた出来事を記録したブログを提供します。写真、動画、そしてポイントを理解するために必要なその他のものがすべてそろっています」と述べています。